# Rullesegl
Rullesegl er en lille rund cylinder, typisk ca. en tomme (2-3 cm) i længde, indgraveret med skriftlige tegn eller figurbilleder eller begge dele, brugt i gamle tider til at rulle et indtryk på en todimensionel overflade, som regel vådt ler. Rullesegl blev opfundet omkring 3.500 f.Kr. i Nærorienten, i de datidige stæder i Uruk i det sydlige Mesopotamien og lidt senere i Susa i det sydvestlige Iran i den proto-elamitiske periode, og de følger udviklingen for stempelsegl i Halaf-kulturen eller lidt tidligere. De hænger sammen med opfindelsen af kileskrift på lertavler. De blev brugt som et administrativt værktøj, en form for underskrift såvel som smykker og som magiske amuletter; senere versioner ville anvende notationer med mesopotamisk kileskrift. I senere perioder blev de brugt for at notarisere eller attestere flere typer af skriftlige lerdokumenter. Grave og andre steder, der husede dyrebare genstande som guld, sølv, perler og ædelstene rummer ofte en eller to rullesegl som ærefulde gravgaver.

## Beskrivelse
Selve rulleseglene er typisk lavet af hårde stenarter, og nogle er en form for graveret gemme. De kan i stedet bruge glas eller keramik, som egyptisk fajance. Mange varianter af materiale såsom hematit, obsidian, steatit, ametyst, lapis lazuli og karneol blev brugt til at fremstille rullesegl. Da det alluviale land Mesopotamia mangler gode sten til udskæring, blev de store sten til tidlige rullesegl sandsynligvis importeret fra Iran. De fleste segl har et hul, der løber gennem midten af seglkroppen, og det menes, at de typisk er blevet båret i en halskæde, så de altid var tilgængelige, når det var nødvendigt.
Mens de fleste mesopotamiske rullesegl danner et billede ved hjælp af fordybninger i cylinderoverfladen, udskriver nogle rullesegl deres motiver ved hjælp af hævede områder på cylinderen (fx San Andrés-rulleseglet, som ikke er relateret til mesopotamiske rullesegl). Førstnævnte anvendes primært på våde lerarter; sidstnævnte, undertiden benævnt rullestempler, bruges til at udskrive billeder på klæde og andre lignende todimensionale overflader.
Rullesegl er en form for aftrykssegl, en kategori, der også omfater stempelforsegling og fingerringsforsegling. De overlever i ret store antal og er ofte vigtige som kunst, især i de babylonske og tidligere assyriske perioder. Indtryk af et blødt materiale kan tages uden risiko for beskadigelse af seglet, og de vises ofte på museer sammen med et moderne indtryk på en lille lerplade.